# Światowe Dni Młodzieży
Światowe Dni Młodzieży (ŚDM) – spotkania młodych katolików, odbywające się co dwa-trzy-cztery lub pięć lat zapoczątkowane z inicjatywy Jana Pawła II w 1986 roku.
Są to spotkania z papieżem, organizowane w formie religijnego festiwalu, skupiające młodzież z całego świata, która chce wspólnie spędzić czas i modlić się. Natomiast w pozostałych latach, do 2020 w Niedzielę Palmową, organizowane były Światowe Dni Młodzieży w każdej diecezji, gdzie młodzież spotykała się ze swoimi biskupami. Od 2021 diecezjalne spotkania, z decyzją papieża Franciszka, są organizowane w Niedzielę Chrystusa Króla.
Symbolami ŚDM są Krzyż Roku Świętego i ikona Matki Bożej Salus Populi Romani.

## Obchody międzynarodowe i diecezjalne
Planowane obchody międzynarodowe i diecezjalne
| Rok (edycja)   | Data obchodów  | Państwo           | Miejsce                | Oficjalna przybliżona liczba uczestników w szczytowym momencie | Motto spotkania | Papież       |
| -------------- | -------------- | ----------------- | ---------------------- | -------------------------------------------------------------- | --- | ------------ |
| 1984           | 11-15 kwietnia | Włochy            | Rzym                   | 300 tys.                                                       | - | Jan Paweł II |
| 1985           | 29–31 marca    | Włochy            | Rzym                   | 600 tys.                                                       | Abyście umieli zdać sprawę z nadziei, która jest w was (1 P 3, 15)                                                           | Jan Paweł II |
| 1986 (I)       | 23 marca       | diecezjalne       | diecezjalne            | diecezjalne                                                    | Bądźcie zawsze gotowi do obrony wobec każdego, kto domaga się od was uzasadnienia tej nadziei, która w was jest. (1P 3:15)   | Jan Paweł II |
| 1987 (II)      | 11–12 kwietnia | Argentyna         | Buenos Aires           | 900 tys.                                                       | Myśmy poznali i uwierzyli miłości, jaką Bóg ma ku nam (1 J 4, 16)                                                            | Jan Paweł II |
| 1988 (III)     | 27 marca       | diecezjalne       | diecezjalne            | diecezjalne                                                    | Zróbcie wszystko, cokolwiek wam powie. (J 2:5)                                                                               | Jan Paweł II |
| 1989 (IV)      | 15–20 sierpnia | Hiszpania         | Santiago de Compostela | 400 tys.                                                       | Jam jest Drogą i Prawdą, i Życiem (J 14, 6)                                                                                  | Jan Paweł II |
| 1990 (V)       | 8 kwietnia     | diecezjalne       | diecezjalne            | diecezjalne                                                    | Ja jestem krzewem winnym, wy – latoroślami. (J 15:5)                                                                         | Jan Paweł II |
| 1991 (VI)      | 10-15 sierpnia | Polska            | Częstochowa            | 1,6 mln                                                        | Otrzymaliście Ducha przybrania za synów (Rz 8, 15)                                                                           | Jan Paweł II |
| 1992 (VII)     | 12 kwietnia    | diecezjalne       | diecezjalne            | diecezjalne                                                    | Idźcie na cały świat i głoście Ewangelię. (Mk 16:15)                                                                         | Jan Paweł II |
| 1993 (VIII)    | 10–15 sierpnia | Stany Zjednoczone | Denver                 | 700 tys.                                                       | Ja przyszedłem po to, aby (owce) miały życie i miały je w obfitości (J 10, 10)                                               | Jan Paweł II |
| 1994 (IX)      | 27 marca       | diecezjalne       | diecezjalne            | diecezjalne                                                    | Jak Ojciec Mnie posłał, tak i Ja was posyłam. (J 20: 21)                                                                     | Jan Paweł II |
| 1995 (X)       | 10–15 stycznia | Filipiny          | Manila                 | 5,0 mln                                                        | Jak Ojciec mnie posłał, tak i Ja was posyłam (J 20, 21)                                                                      | Jan Paweł II |
| 1996 (XI)      | 31 marca       | diecezjalne       | diecezjalne            | diecezjalne                                                    | Panie, do kogóż pójdziemy? Ty masz słowa życia wiecznego. (J 6:68)                                                           | Jan Paweł II |
| 1997 (XII)     | 19–24 sierpnia | Francja           | Paryż                  | 1,1 mln                                                        | Nauczycielu, gdzie mieszkasz? Chodźcie, a zobaczycie (J 1, 38,39)                                                            | Jan Paweł II |
| 1998 (XIII)    | 5 kwietnia     | diecezjalne       | diecezjalne            | diecezjalne                                                    | Duch Święty was nauczy. (por. J 14:26)                                                                                       | Jan Paweł II |
| 1999 (XIV)     | 28 marca       | diecezjalne       | diecezjalne            | diecezjalne                                                    | Ojciec was miłuje. (por. J 16:27)                                                                                            | Jan Paweł II |
| 2000 (XV)      | 15–20 sierpnia | Włochy            | Rzym                   | 2,2 mln                                                        | A słowo stało się Ciałem i zamieszkało wśród nas (J 1, 14)                                                                   | Jan Paweł II |
| 2001 (XVI)     | 8 kwietnia     | diecezjalne       | diecezjalne            | diecezjalne                                                    | Jeśli kto chce iść za Mną, niech się zaprze samego siebie, niech co dnia bierze krzyż swój i niech Mnie naśladuje! (Łk 9:23) | Jan Paweł II |
| 2002 (XVII)    | 23–28 lipca    | Kanada            | Toronto                | 800 tys.                                                       | Wy jesteście solą dla ziemi... Wy jesteście światłem świata (Mt 5, 13, 14)                                                   | Jan Paweł II |
| 2003 (XVIII)   | 13 kwietnia    | diecezjalne       | diecezjalne            | diecezjalne                                                    | Oto Matka Twoja! (J 19:27)                                                                                                   | Jan Paweł II |
| 2004 (XIX)     | 4 kwietnia     | diecezjalne       | diecezjalne            | diecezjalne                                                    | Chcemy ujrzeć Jezusa. (J 12:21)                                                                                              | Jan Paweł II |
| 2005 (XX)      | 16–21 sierpnia | Niemcy            | Kolonia                | 1,1 mln                                                        | Przybyliśmy oddać Mu pokłon (Mt 2, 2)                                                                                        | Benedykt XVI |
| 2006 (XXI)     | 9 kwietnia     | diecezjalne       | diecezjalne            | diecezjalne                                                    | Twoje słowo jest lampą dla moich stóp i światłem na mojej ścieżce. (Ps 119:105)                                              | Benedykt XVI |
| 2007 (XXII)    | 1 kwietnia     | diecezjalne       | diecezjalne            | diecezjalne                                                    | Abyście się wzajemnie miłowali tak, jak Ja was umiłowałem. (J 13:34)                                                         | Benedykt XVI |
| 2008 (XXIII)   | 15–20 lipca    | Australia         | Sydney                 | 400 tys.                                                       | Gdy Duch Święty zstąpi na was, otrzymacie Jego moc i będziecie moimi świadkami (Dz 1, 8)                                     | Benedykt XVI |
| 2009 (XXIV)    | 5 kwietnia     | diecezjalne       | diecezjalne            | diecezjalne                                                    | Złożyliśmy nadzieję w Bogu żywym. (1 Tm 4:10)                                                                                | Benedykt XVI |
| 2010 (XXV)     | 28 marca       | diecezjalne       | diecezjalne            | diecezjalne                                                    | Nauczycielu dobry, co mam czynić, aby osiągnąć życie wieczne? (Mk 10:17)                                                     | Benedykt XVI |
| 2011 (XXVI)    | 15–21 sierpnia | Hiszpania         | Madryt                 | 1,5 mln do 2 milionów                                          | Zakorzenieni i zbudowani na Chrystusie, mocni w wierze (por. Kol 2, 7)                                                       | Benedykt XVI |
| 2012 (XXVII)   | 1 kwietnia     | diecezjalne       | diecezjalne            | diecezjalne                                                    | Radujcie się zawsze w Panu (Flp 4:4)                                                                                         | Benedykt XVI |
| 2013 (XXVIII)  | 23–28 lipca    | Brazylia          | Rio de Janeiro         | 3,7 mln                                                        | Idźcie i nauczajcie wszystkie narody! (por. Mt 28,19)                                                                        | Franciszek   |
| 2014 (XXIX)    | 13 kwietnia    | diecezjalne       | diecezjalne            | diecezjalne                                                    | Błogosławieni ubodzy w duchu, albowiem do nich należy królestwo niebieskie (Mt 5,3)                                          | Franciszek   |
| 2015 (XXX)     | 29 marca       | diecezjalne       | diecezjalne            | diecezjalne                                                    | Błogosławieni czystego serca, albowiem oni Boga oglądać będą (Mt 5, 8)                                                       | Franciszek   |
| 2016 (XXXI)    | 26–31 lipca    | Polska            | Kraków                 | 3,5 mln                                                        | Błogosławieni miłosierni, albowiem oni miłosierdzia dostąpią (Mt 5, 7)                                                       | Franciszek   |
| 2017 (XXXII)   | 9 kwietnia     | diecezjalne       | diecezjalne            | diecezjalne                                                    | Wielkie rzeczy uczynił mi Wszechmocny (Łk 1,49)                                                                              | Franciszek   |
| 2018 (XXXIII)  | 25 marca       | diecezjalne       | diecezjalne            | diecezjalne                                                    | Nie bój się, Maryjo, znalazłaś bowiem łaskę u Boga (Łk 1,30)                                                                 | Franciszek   |
| 2019 (XXXIV)   | 22−27 stycznia | Panama            | Panama                 | 700 tys                                                        | Oto Ja, służebnica Pańska, niech Mi się stanie według twego słowa! (Łk 1,38)                                                 | Franciszek   |
| 2020 (XXXV)    | 5 kwietnia     | diecezjalne       | diecezjalne            | diecezjalne                                                    | Młodzieńcze, tobie mówię wstań! (Łk 7,14)                                                                                    | Franciszek   |
| 2021 (XXXVI)   | 21 listopada   | diecezjalne       | diecezjalne            | diecezjalne                                                    | Wstań, bo uczyniłem cię świadkiem tego, co zobaczyłeś F(por. Dz 26, 16)                                                      | Franciszek   |
| 2022 (XXXVII)  | 20 listopada   | diecezjalne       | diecezjalne            | diecezjalne                                                    | Maryja wstała i poszła z pośpiechem” (Łk 1, 39)                                                                              | Franciszek   |
| 2023 (XXXVIII) | 1−6 sierpnia   | Portugalia        | Lizbona                | 1,5 mln                                                        | Maryja wybrała się i poszła z pośpiechem (Łk 1,39)                                                                           | Franciszek   |
| 2023 (XXXVIII) | 26 listopada   | diecezjalne       | diecezjalne            | diecezjalne                                                    | Radując się w nadziei (por. Rz 12, 12)                                                                                       | Franciszek   |
| 2024 (XXXIX)   | 24 listopada   | diecezjalne       | diecezjalne            | diecezjalne                                                    | Ci, którzy pokładają nadzieję w Panu, pobiegną i nie będą zmęczeni (por. Iz 40, 31)                                          | Franciszek   |
| 2025 (XL)      | 30 listopada   | diecezjalne       | diecezjalne            | diecezjalne                                                    | Wy też świadczycie, bo jesteście ze mną od początku (J 15, 27)                                                               |              |
| 2026 (XLI)     | 22 listopada   | diecezjalne       | diecezjalne            | diecezjalne                                                    | „Odwagi! Ja zwyciężyłem świat (J 16, 33)                                                                                     |              |
| 2027 (XLI)     | 3–8 sierpnia   | Korea Południowa  | Seul                   |                                                                | „Odwagi! Ja zwyciężyłem świat (J 16, 33)                                                                                     |              |

## Krajowe Biuro Organizacyjne ŚDM
Przygotowaniem i koordynacją grup z Polski i Polonii na ŚDM zajmuje się Krajowe Biuro Organizacyjne Światowych Dni Młodzieży. Ma swoją siedzibę w Warszawie, w budynku KEP. .

## Zwyczajowy przebieg obchodów

### Poziom międzynarodowy
Światowe Dni Młodzieży obchodzone są w sposób podobny do innych tego typu wydarzeń. Najbardziej podkreślanym i powszechnie znanym motywem jest jedność i obecność wielu różnorodnych kultur. Flagi oraz inne atrybuty narodowe są prezentowane publiczności, aby ukazać udział różnych nacji i przedstawić własny sposób przeżywania katolicyzmu. W czasie głównych wydarzeń przedmioty te są wymieniane pomiędzy pielgrzymami. Flagi, koszulki, krzyżyki i inne przedmioty kojarzone z wiarą są noszone przez pielgrzymów, a następnie wymieniane jako podarunki z innymi osobami z różnych stron świata. Inne powszechnie praktykowane tradycje obejmują publiczną obecność papieża, rozpoczynającą się od przejazdu zaraz po przybyciu na miejsce Papamobile oraz mszy kończącej spotkanie.
Podczas ŚDM w Rzymie zanotowano rekordową, ponad 15-kilometrową, pieszą drogę dojścia do miejsca celebry, jako że ulice i środki transportu zostały zamknięte. Papież Benedykt XVI krytykował tendencję postrzegania Światowych Dni Młodzieży jako rodzaju festiwalu rockowego; podkreślał on, że to wydarzenie nie powinno być uważane za „odmianę współczesnej kultury młodzieżowej”, ale jako owoc „długiej zewnętrznej i wewnętrznej drogi”.

### Poziom diecezjalny
Na poziomie diecezjalnym uroczystości są organizowane przez miejscowy zespół zwyczajowo mianowany przez ordynariusza. Jako że uroczystości te zazwyczaj obchodzone są podczas Niedzieli Palmowej, prawie zawsze zawierają mszę Niedzieli Męki Pańskiej – pamiątkę wjazdu Jezusa do Jerozolimy. Muzyka, modlitwa, możliwość spowiedzi oraz adoracja Najświętszego Sakramentu mogą także być częścią uroczystości.

## Historia
ŚDM zostało zainspirowane doświadczeniem spotkań z młodzieżą oazową, które papież zabrał ze sobą do Rzymu. Pierwsza oaza w Rzymie odbywała się od 5 sierpnia do 19 sierpnia 1979 r., podczas której Ojciec Święty wyraził życzenie, aby oazowe spotkania w Rzymie stały się precedensem. Odbyły się jeszcze w latach 1980 i 1981.

### 1987 do 1993
ŚDM 1987 odbył się w Buenos Aires w Argentynie. ŚDM 1989 zorganizowano w Santiago de Compostela w Hiszpanii. ŚDM 1991 odbył się w Częstochowie w Polsce. ŚDM 1993 odbył się w Denver, stan Kolorado, USA.

### 1995 do 2005
Podczas ŚDM 1995 ponad 5 milionów uczestników zgromadziło się w Parku Luneta w Manili na Filipinach, co odnotowano w Księdze Rekordów Guinnessa jako największe zgromadzenie w historii. W początkowym komentarzu zaraz po rozpoczęciu wydarzenia, kard. Angelo Amato, prefekt Kongregacji ds. Świętych, potwierdził uczestnictwo ponad 4 milionów osób.
ŚDM 1997 odbyły się w Paryżu we Francji. ŚDM 2000 miały miejsce w Rzymie we Włoszech. Toronto w Kanadzie było gospodarzem ŚDM w roku 2002.
ŚDM 2005 obchodzono w Kolonii w Niemczech. Thomas Gabriel skomponował na mszę na zakończenie 21 sierpnia 2005 Missa mundi (mszę świata), w stylu i instrumentacji reprezentującą pięć kontynentów, z europejskim Kyrie zainspirowanym muzyką Bacha, południowoamerykańskim Gloria z gitarami i fletniami Pana, azjatyckim Credo z sitarem, afrykańskim Sanctus z bębnami oraz australijskim Agnus Dei z wykorzystaniem instrumentów o nazwie didgeridoo.

### 2008
Sydney w Australii zostało wybrane na gospodarza obchodów ŚDM w roku 2008. W czasie ogłoszenia w 2005 decyzja o lokalizacji ŚDM 2008 była entuzjastycznie przyjęta przez ówczesnego premiera Australii Johna Howarda i arcybiskupa Sydney, kard. Georga Pella. Msza papieska odbyła się w niedzielę na torze wyścigowym Randwick. Przez cały tydzień pielgrzymi ze wszystkich kontynentów brali udział w wydarzeniach organizowanych w diecezjach Australii i Nowej Zelandii. Papież Benedykt XVI wylądował w Sydney 13 lipca 2008 w bazie Sił Powietrznych Richmond. Kardynał Pell odprawił mszę na rozpoczęcie ŚDM na Barangaroo (East Darling Harbour). Obchody objęły także odprawienie Drogi Krzyżowej oraz rejs papieża po porcie w Sydney. Pielgrzymi uczestniczyli w różnych imprezach młodzieżowych, m.in. w zwiedzaniu katedry pw. Matki Bożej, codziennych katechezach i mszach prowadzonych przez biskupów z całego świata, koncertach, nawiedzeniu grobu św. Marii MacKillop, wystawie powołaniowej w Darling Harbour, a także sakramencie Pojednania i modlitwie przed Najświętszym Sakramentem podczas adoracji.
We mszy i koncercie na Barangaroo wzięło udział około 150 000 osób. Wydarzenie przyciągnęło do Sydney 250 000 zagranicznych pielgrzymów, a około 400 000 pielgrzymów uczestniczyło we mszy sprawowanej przez papieża Benedykta XVI w dniu 20 lipca 2008. 
W maju 2007 roku ogłoszono, że pieśń „Receive the Power” została wybrana na oficjalny hymn ŚDM Sydney 2008. Pieśń została napisana przez Guya Sebastiana i Gary’iego Pinto, a zaśpiewana przez Paulini.“Receive the Power” wykonywane było wielokrotnie podczas sześciu dni Światowych Dni Młodzieży w lipcu 2008; znalazło się także w przekazach telewizyjnych na całym świecie.
W listopadzie 2008 roku 200 stronicowa książka „Przyjmijcie Moc” została wydana jako upamiętnienie Światowych Dni Młodzieży 2008.

### 2011
Na zakończenie mszy na torze wyścigowym Randwick w Sydney 20 lipca 2008 papież Benedykt XVI ogłosił, że kolejne obchody międzynarodowe Światowych Dni Młodzieży odbędą się w Madrycie w Hiszpanii w 2011 roku. Wydarzenie trwało od 16 do 21 sierpnia 2011. Wybrano 9 oficjalnych świętych patronów uroczystości obok Jana Pawła II: św. Izydora, św. Jana od Krzyża, św. Marię de la Cabeza, św. Jana z Avili, św. Teresę z Avili, św. Różę z Limy, św. Ignacego Loyolę, św. Rafaela Arnaiza i św. Franciszka Ksawerego, patrona misji światowych. W czasie przemówienia do seminarzystów papież Benedykt ogłosił, że hiszpański mistyk i patron hiszpańskich duchownych diecezjalnych, św. Jan z Avili zaliczony zostanie do grona „Doktorów Kościoła”, z tytułem przyznanym jedynie 34 świętym w ciągu dwudziestu wieków historii Kościoła.
Około 2 mln osób wzięło udział w całonocnym czuwaniu i mszy na zakończenie, znacznie przekraczając oczekiwania.

### 2013
Od roku 2002, Światowe Dni Młodzieży obchodzone były na poziomie międzynarodowym co trzy lata. Po roku 2011 kolejne Światowe Dni Młodzieży zaplanowane zostały o rok wcześniej niż zazwyczaj, na 2013 w Rio de Janeiro w Brazylii, aby uniknąć konfliktu z Mistrzostwami Świata w Piłce Nożnej w 2014, które rozgrywane były w 12 miastach Brazylii, i z Letnią Olimpiadą 2016 w Rio de Janeiro.

### 2014
W 2014 hasłem było Błogosławieni ubodzy w duchu, albowiem do nich należy królestwo niebieskie (Mt 5,3)

### 2015
W 2015 hasłem było Błogosławieni czystego serca, albowiem oni Boga oglądać będą (Mt 5,8)

### 2016
Papież Franciszek na koniec mszy zamykającej Światowe Dni Młodzieży 2013 ogłosił, że kolejne Światowe Dni Młodzieży odbędą się w 2016 w Krakowie. Hymnem został utwór Błogosławieni miłosierni.

### 2019
Papież Franciszek na mszy zamykającej ŚDM 2016 (na mszy posłania) ogłosił, że następne spotkanie odbędzie się w Panamie w 2019 roku.

### 2023
Papież Franciszek na mszy zamykającej ŚDM 2019 ogłosił, że następne spotkanie odbędzie się w Portugalii w 2022 roku. 20 kwietnia 2020 poinformowano, że w związku z pandemią koronawirusa spotkanie zostało przełożone na 2023 rok.

### Jubileusz Młodych 2025
Plan Jubileuszu Młodych
Papież Franciszek na mszy zamykającej ŚDM 2023 ogłosił że w 2025 roku w Rzymie zostaną zorganizowane Jubileuszowe Światowe Dni Młodzieży z okazji 40 rocznicy pierwszego spotkania z młodymi.

### 2027
Papież Franciszek na mszy zamykającej ŚDM 2023 ogłosił że kolejne spotkanie ŚDM odbędzie się w 2027 roku w Seulu w Korei Południowej.